# Lophoura pentaloba
Lophoura pentaloba is een eenoogkreeftjessoort uit de familie van de Sphyriidae. De wetenschappelijke naam van de soort is voor het eerst geldig gepubliceerd in 1985 door Ho.